# بريان مارشال
بريان مارشال (بالإنجليزية: Bryan Marshall)‏ (و. 1938 – م) هو ممثل، وممثل أفلام، من المملكة المتحدة.

## التعليم
تعلم في الأكاديمية الملكية للفنون المسرحية، في تخصص تمثيل.

## وصلات خارجية
- بريان مارشال على موقع IMDb (الإنجليزية)
- بريان مارشال على موقع روتن توميتوز (الإنجليزية)
- بريان مارشال على موقع ألو سيني (الفرنسية)
- بريان مارشال على موقع أول موفي (الإنجليزية)
- بريان مارشال على موقع قاعدة بيانات الأفلام السويدية (السويدية)
- بريان مارشال على موقع قاعدة بيانات الفيلم (الإنجليزية)
- بريان مارشال على موقع كينوبويسك (الروسية)